# Linköpings domkapitel

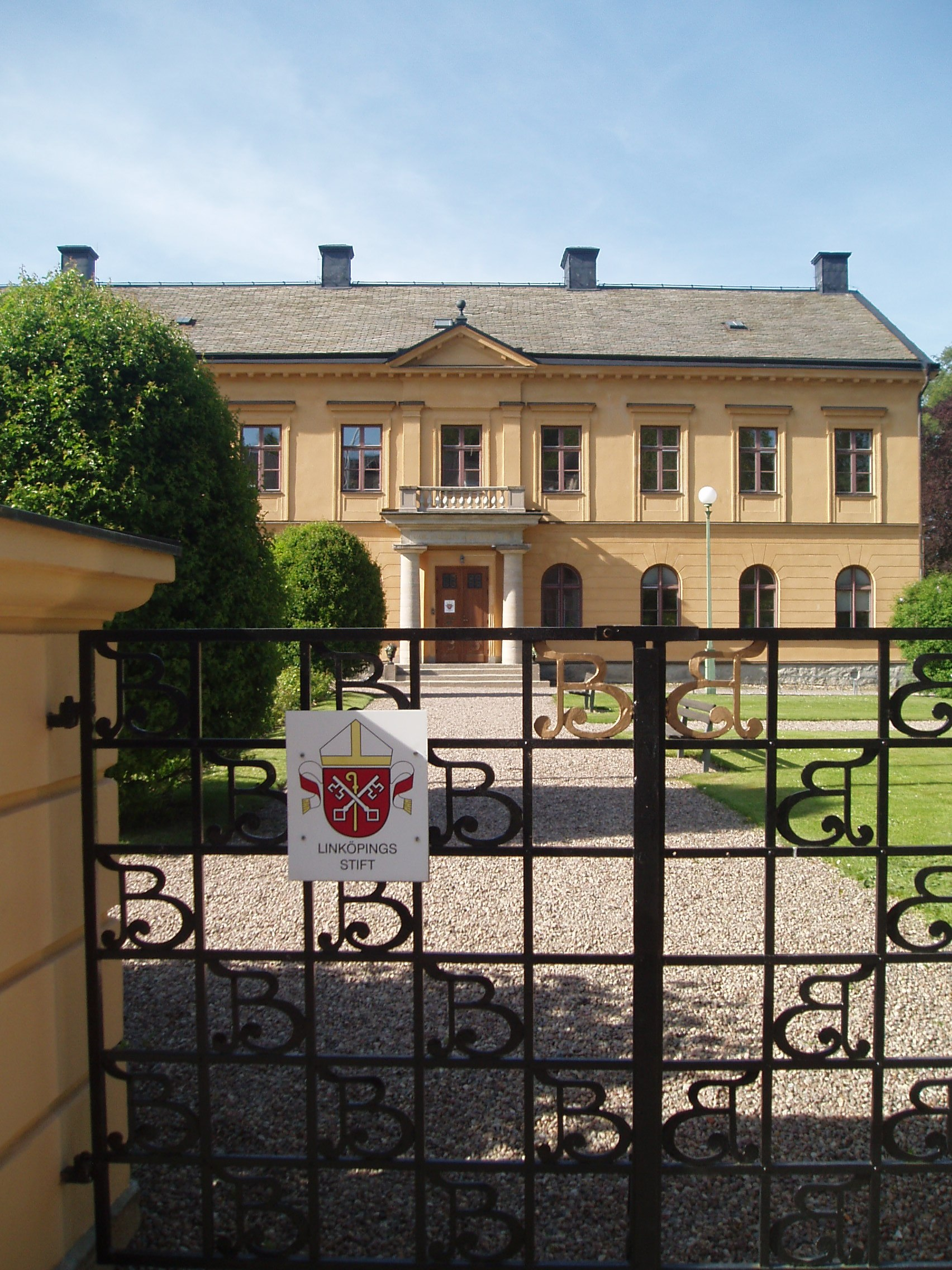
Konsistoriehuset (domkapitelhuset), med lokaler för domkapitlet och för Linköpings stiftskansli.

Linköpings domkapitel, även kallat Linköpings konsistorium är ett domkapitel i Linköpings stift.

## Historik
Linköpings domkapitel grundades 1232 med påven Gregorius IX tillåtelse. De präster som satt i domkapitlet hette kaniker.
1932 bildades Stiftsnämnden i Linköpings stift som tog över ansvaret för kyrkans egendom.

## Ledamöter
- 1937–1945: Erik Meurling
- 1937–1940: Israel Lagerfelt
- 1937–1940: Nils Jacobsson
- 1937–1945: Gustaf Herman Witt
- 1941–1945: Hadar Hedborg
- 1946–1950: Gunnar Abraham Konstans Lindgren
- 1948–1950: Bengt Sporring
- 1940–1950: Sixten Martin Dahlquist
- 1949–1950: Ragnar Ekholm
- 1966–1970: Sam Aurelius
- 1967–1970: Henry Larsby
- 1967–1970: Valter Elgeskog
- 1969–1970: Lars Svensson

## Stiftssekreterare(påbörjad lista)
Från 1575 innehades tjänsten av dekanus.

- 1603: Jonas Kylander
- 1608: Nicolaus Palumbus
- 1624: Jonas Gothus
- 1628: Henricus Gadd
- 1630–1632: Sveno Cirrhœus
- 1633: Petrus Agrivillius
- 1634: Ericus Winnerstadius
- 1639–1640: Johannes Magni
- 1640–1648: Vibernus Pictorius
- 1649–1650: Magnus Montilius
- 1650–1651: Jonas Stiigh
- 1651–1658: Johannes Laurentii Schlintzelius
- 1659–1665: Olaus Johannis
- 1666–1675: Christiernus Norström
- 1675–1679: Jonas Wikman
- 1680–1691: Knut Dretting
- 1691–1694: Arvid Borænius
- 1694–1697: Laurentius Biörckegren
- 1696–1703: Benedictus Rymonius
- 1703–1704: Johannes Norström
- 1704–1711: Laurentius Drysenius
- 1712–1721: Jacob Walldorff
- 1722–1725: Johan Thun
- 1725–1731: Arvid Johan Rydén
- 1732–1738: Magnus Elg
- 1739–1742: Wilhelm Anders Wennerdahl
- 1742–1747: Johan Lithzenius
- 1747: Magnus Fallerstedt
- 1756–1761: Peter Wilhelm Lithzenius
- 1761: Olof Lindblom
- 1772–1783: Marcus Wallenberg
- 1783–1792: Samuel Gustaf Harlingson
- 1793–1801: Per Kernell
- 1801–1802: Per Lindblad
- 1802–1805: Marcus Wallenberg
- 1806–1808: Jacob Ek
- 1808–1810: Johan Magnus Roselius
- 1810–1831: Johan Janzon
- 1835: Karl Johan Metzén
- 1853–1877: Johan Gustaf Friedleif
- 1878–1907: Herman August Petri
- 1907–1913: Otto Holmström
- 1914–1940: Adolf Daniel Gadd
- 1943–1945: Torsten Caap
- 1961–1964: Arvid Bengt Fredrik Helge Arfwidsson
- 1968–1970: Gunnar Philipson

## Konsistorieamanuenser
- 1758–1764: Claes Melander
- 1764–1768: Samuel Strömmerstedt
- 1768–1772: Marcus Wallenberg
- 1772: Samuel Gustaf Harlingson
- 1783–1786: Sven Björling
- 1786: Joannes Hesselgren
- 1787: Olof Moberger
- 1792: Per Lindblad
- 1800: Jonas Gistädt
- 1802–1804: Laurentius Janzon
- 1804: Johan Magnus Roselius
- 1809–1811: Nicolaus Petrus Hulthin
- 1811: Carl Johan Spaak
- 1821–1830: Samuel Erik Petersson
- 1830–1842: Claës Olof Bersselius
- 1842: Johan Gustaf Friedleif
- 1853–1855: Johan Fredrik Hagström
- 1855: Lars Herman Kinnander
- 1859: Erik Segerstéen
- 1886: Otto Holmström
- 1908–1913: Aksel Gustavson
- 1914–1932: Haldan Isoz
- 1937–1940: Carl Erik Malmquist